# Pepsi Music Festival

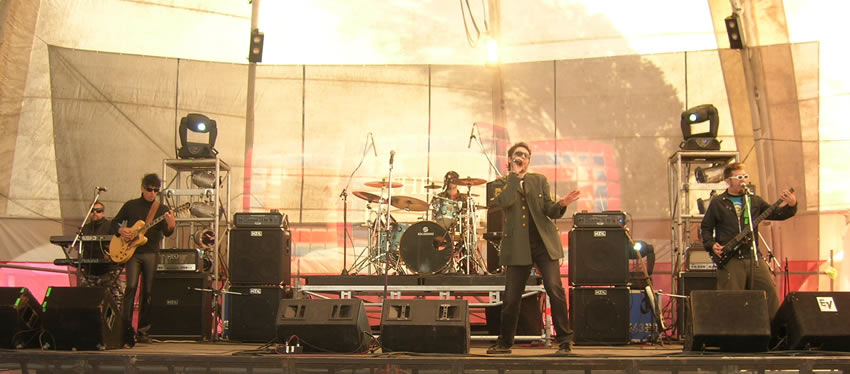
Electro-Rockband Richter beim Festival 2007

Das Pepsi Music Festival ist eine seit 2003 jährlich stattfindende Festivalreihe in Argentinien. Hauptsponsor des Festivals ist das US-amerikanische Unternehmen Pepsi. Seit 2005 trägt das Festival seinen heutigen Namen.

## Durchführung
Das Festival findet im September und Oktober statt und dauert zehn bis elf Tage. Die Festivalreihe findet an verschiedenen Orten in ganz Buenos Aires statt, darunter dem Ferro Stadium, dem River Plate Stadium und seit 2005 auch im Obras Stadium. 2006 besuchten an zehn Festivaltagen verteilt mehr als 200.000 Besucher die Veranstaltungen. 

## Programm (Auswahl)
Auf dem Pepsi Music Festival spielen sowohl national als auch international bekannte Musiker und Bands aus der Rockmusik- und auch aus der Metal-Szene. So spielten bereits Attaque 77, Gustavo Cerati, Die Toten Hosen, The Offspring, Megadeth, Apocalyptica, Almafuerte, La Vela Puerca, Rata Blanca, Marilyn Manson, Héroes del Silencio, Nine Inch Nails und Green Day auf dem Musikfest.